# Ткачов Анатолій Володимирович
Анато́лій Володи́мирович Ткачо́в — полковник медичної служби Збройних сил України, кандидат медичних наук, лікар вищої категорії.

## З життєпису
1985 року закінчив військово-медичний факультет Куйбишевського медичного інституту. Працював лікарем медпункту військової частини, з 1989-го — невролог.
Начальник відділення клініки Національного військово-медичного клінічного центру «Головний військовий клінічний госпіталь» — головний невропатолог Міністерства оборони України.
Автор наукових статей, методичних рекомендацій, монографій.

## Нагороди
За особисту мужність, сумлінне та бездоганне служіння Українському народові, зразкове виконання військового обов'язку відзначений — нагороджений
- 10 жовтня 2015 року — почесним званням «Заслужений лікар України».